# Ева на третия етаж
„Ева на третия етаж“ е български игрален филм (драма) от 1987 година на режисьора Иванка Гръбчева, по сценарий на Дарина Герова. Оператор е Христо Тотев. Създаден е по повестта „Ева на третия етаж“ на Дарина Герова. Музиката във филма е композирана от Стефан Илиев. Диалогът е на Веселин Бранев.

## Актьорски състав
- Ели Скорчева – Тони
- Марин Янев – Доктор Пеев
- Пепа Николова – Кина
- Катя Паскалева – Наумова
- Мария Статулова – Рада
- Мария Каварджикова – Доктор Ганчева
- Живко Гарванов – Доктор Кискинов
- Евгения Баракова – Златева
- Боряна Пунчева – Пепа
- Калин Арсов – Симо
- Асен Кисимов (като Асен Ангелов) – Мишо
- Пламена Гетова – Маринова
- Константин Цанев – Маринов
- Димитър Буйнозов – Професор Наумов

В епизодите:
- Татяна Баева
- Анна Петрова (като Ана Петрова)
- Камелия Тодорова
- Таня Тодорова
- Десислава Стойчева
- Румяна Маринова
- Албена Додева
- Елвира Иванова
- Антония Дринова
- Мариела Калъпова
- Емануела Шкодрева
- Игор Марковски
- Георги Георгиев – Гочето (като Георги Георгиев)
- Цвета Чонова

и други